# Vitagraph Company of America

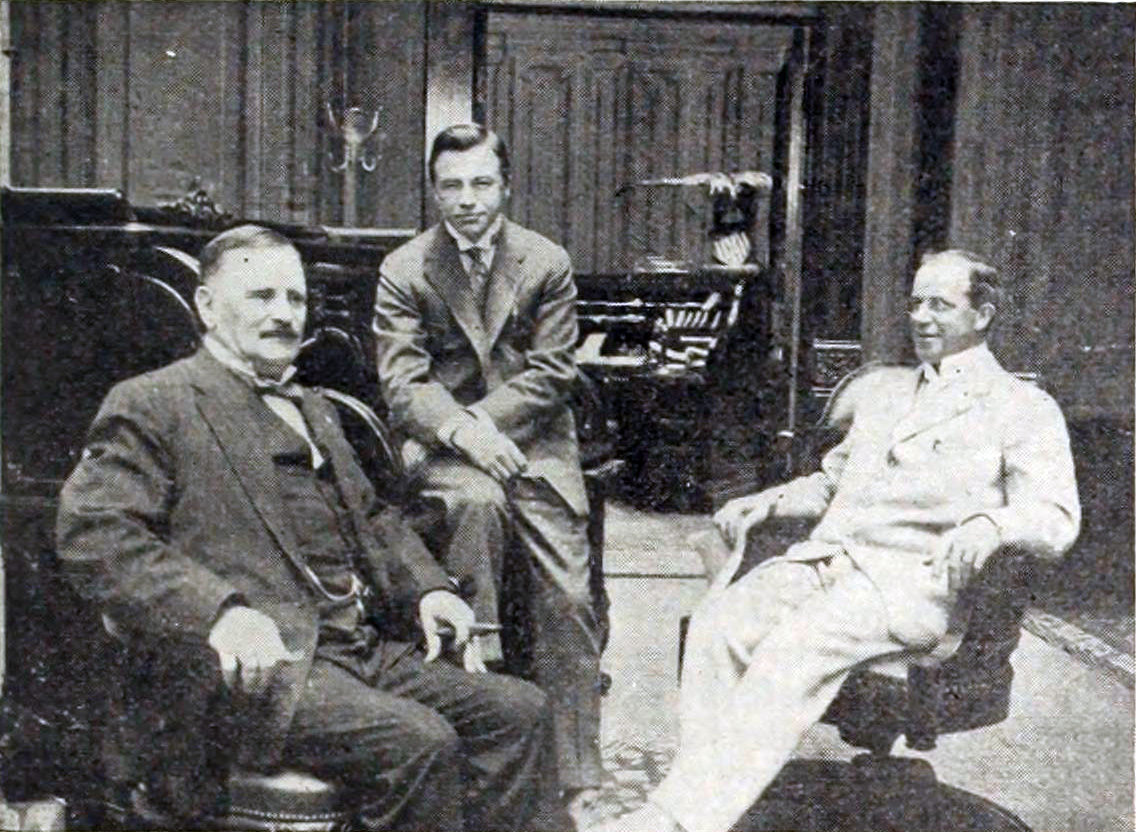
William T. Rock, Albert E. Smith et J. Stuart Blackton (1916)

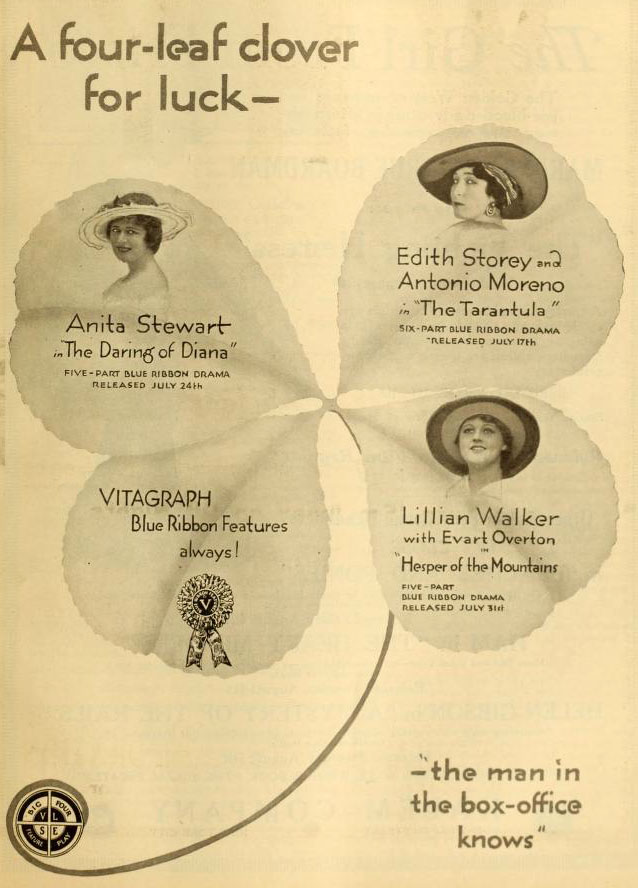
Publicité (1916)

La Vitagraph Company of America est une société de production de cinéma américaine fondée à New York en 1897 par James Stuart Blackton et Albert E. Smith. La société fut vendue à la Warner Bros en 1925.

## Principaux réalisateurs
Jusqu'en 1906, James Stuart Blackton et Albert E. Smith sont les seuls réalisateurs de la quasi-totalité des films de la firme.
- George D. Baker
- James Stuart Blackton
- Van Dyke Brooke
- William V. Ranous
- Albert E. Smith
- David Smith
- Laurence Trimble

## Filmographie partielle
- 1898 : Tearing Down the Spanish Flag de James Stuart Blackton
- 1898 : Battle of Manila Bay de James Stuart Blackton
- 1898 : The Burglar on the Roof de James Stuart Blackton
- 1898 : The Humpty Dumpty Circus de James Stuart Blackton et Albert E. Smith
- 1898 : The Cavalier's Dream d'Edwin S. Porter
- 1899 : The Fitzsimmons-Jeffries Fight de James Stuart Blackton
- 1899 : Spot Filming of Windsor Hotel Fire in New York de James Stuart Blackton
- 1899 : Jeffries-Sharkey Contest  (réalisateur inconnu)
- 1900 : Cohen and Coon de James Stuart Blackton
- 1900 : Searching Ruins on Broadway, Galveston, for Dead Bodies de Albert E. Smith
- 1900 : The Clown and the Alchemist de James Stuart Blackton et Albert E. Smith
- 1900 : Hooligan assists the Magician de James Stuart Blackton et Albert E. Smith
- 1901 : Hooligan at the Seashore de James Stuart Blackton et Albert E. Smith
- 1901 : Hooligan Takes His Annual Bath de James Stuart Blackton et Albert E. Smith
- 1901 : Hooligan Visits Central Park de James Stuart Blackton et Albert E. Smith
- 1901 : Hooligan and the Summer Girls de James Stuart Blackton et Albert E. Smith
- 1901 : Jeffries Throwing the Medicine Ball de Albert E. Smith
- 1905 : Raffles, the Amateur Cracksman de Gilbert M. Anderson
- 1905 : Adventures of Sherlock Holmes; or, Held for Ransom de James Stuart Blackton
- 1907 : The Easterner or A Tale of the West de James Stuart Blackton
- 1909 : Princess Nicotine or The Smoke Fairy de James Stuart Blackton
- 1911 : All Is Fair in Love and War (réalisateur inconnu)
- 1912 : The Old Guard
- 1913 : Fanny's Conspiracy de Van Dyke Brooke
- 1914 : How God Came to Sonny Boy de Burton L. King
- 1914 : Ginger's Reign de Burton L. King
- 1914 : The Christian de Frederick A. Thomson
- 1917 : An Alabaster Box de Chester Withey
- 1917 : The Glory of Yolanda de Marguerite Bertsch
- 1917 : The Fighting Trail de William Duncan
- 1920 : The Silent Avenger de William Duncan
- 1921 : Black Beauty de David Smith
- 1923 : Horseshoes de James D. Davis
- 1923 : The Man from Brodney's de David Smith
- 1924 : My Man de David Smith
- 1924 : Trouble Brewing de Larry Semon et James D. Davis
- 1924 : Borrowed Husbands de David Smith
- 1924 : Échéance tragique (Between Friends) de James Stuart Blackton
- 1924 : Code of the Wilderness de David Smith
- 1924 : Le Rustre et la Coquette (Behold This Woman) de James Stuart Blackton
- 1924 : Captain Blood de David Smith et Albert E. Smith
- 1924 : The Clean Heart de James Stuart Blackton
- 1925 :  The Beloved Brute (en) de James Stuart Blackton
- 1925 : The Redeeming Sin de James Stuart Blackton
- 1925 : Pampered Youth de David Smith
- 1925 : Tides of Passion de James Stuart Blackton
- 1925 : Dick le vengeur (''Baree, Son of Kazan) de David Smith
- 1925 : Steele of the Royal Mounted de David Smith
- 1925 : The Happy Warrior de James Stuart Blackton
- 1925 : Ranger of the Big Pines de W.S. Van Dyke
- 1925 : The Love Hour de Herman C. Raymaker
- 1927 : Two to One de David Smith